# Carlo Cecere
Carlo Cecere (ur. 7 listopada 1706, zm. 15 lutego 1761 w Neapolu) – włoski kompozytor oper, koncertów oraz duetów instrumentalnych (np. komponował koncerty z udziałem mandolin). Tworzył w okresie przejściowym dwóch epok baroku oraz klasycyzmu.

## Życie
Zaskakująco niewiele wiadomo o jego życiu, biorąc pod uwagę fakt, iż żył w XVIII wieku. Wiadomo, że urodził się w Grottole w regionie Basilicata oraz że zmarł w Neapolu. Został pochowany w kaplicy zgromadzenia Convento di Santa Maria la Nova. Niewiadomą jest nawet, jaki instrument preferował Cecere. Niektóre źródła podają, że był skrzypkiem w klasztorze Carmine w Neapolu, inne natomiast, że był on przede wszystkim flecistą.

## Twórczość
Wszystkie prace operetkowe Cecere były operetkami komediowymi. Komponował muzykę do co najmniej dwóch libretto razem z Pietro Trinchera (włączając w to libretto "La travernola abentorosa"). Jednak to tylko Trinchera został ukarany za wyżej wymienioną kompozycję, z racji ukazania w niej w sposób satyryczny monastycyzmu. Była to pierwsza opera satyryczna napisana specjalnie dla klasztornej publiczności.